# Tobias Moretti
Tobias Moretti (nacido Tobias Bloéb; Gries am Brenner, Tirol; 11 de julio de 1959) es un actor de cine y teatro austriaco, principalmente conocido por haber hecho el papel del policía Richard Moser en la serie Kommissar Rex (Comisario Rex/Rex, un policía diferente).

## Biografía
Su padre es austriaco y su madre italiana. Moretti es el apellido de su familia materna. Estudió composición en la Universität für Musik und darstellende Kunst Wien en Viena. Luego fue a Múnich a formarse en la Otto Falckenberg Schule – Fachakademie für Darstellende Kunst der Landeshauptstadt München.
Apareció en la serie de televisión austriaca Comisario Rex (1994-1998) como Richard Moser, el policía principal de la serie.
Está casado desde 1997 con Julia Wilhem, una oboísta, y sus hijos son Antonia (agosto de 1998) y Lenz Valentino (febrero de 2000). Vive con ellos en una granja en Innsbruck. Además, posee una casa en Viena y un viñedo en la Toscana (Italia).
Habla alemán, inglés e italiano. Le gustan los deportes extremos, equitación, motorsport, piragüismo, esquí, ciclismo, montañismo y conducir su Porsche.

## Filmografía como actor
- Louis van Beethoven (2020) como Ludwig van Beethoven.
- Hermanos del viento (2015) como Keller.
- Yoko (2012) como Thor Van Sneider.
- Io, Don Giovanni (2009) como Casanova.
- Flores Negras (2009) como Michael Roddick.
- Das jüngste Gericht (2008) (TV) como Thomas Dorn.
- Der Kronzeuge (TV) (2007) como Achim Weber.
- Die Schatzinsel (TV) (2007) como John Silver El Largo.
- Du gehörst mir (TV) (2007) como Wolf.
- 42plus (2007) como Martin.
- Midsummer Madness (2006) como Peteris.
- König Ottokars Glück und Ende (2006) (TV) como Primislaus Ottokar, König von Böhmen.
- Der Liebeswunsch (2006) como Leonhard.
- Mord auf Rezept (TV) (2006) como Luis Kramer.
- Speer und Er (2005) (mini) como Adolf Hitler.
- Käthchens Traum (2004) (TV) como Wetter vom Strahl.
- Jedermann (2004) (TV) como Jedermanns guter Gesell/Teufel.
- Die Rückkehr des Tanzlehrers (2004) (TV) como Stefan Lindman.
- Schwabenkinder (2003) (TV) como Kooperator.
- Julio César (2002) (mini) como Caius Cassius.
- Ein Hund kam in die Küche (2002) (TV) como Stefan Schuster.
- Gefährliche Nähe und du ahnst nichts (2002) (TV) como Harry Möllemann.
- 1809 Andreas Hofer - Die Freiheit des Adlers (2002) (TV) como Andreas Hofer.
- Dass du ewig denkst an mich (2002) (TV) como Billy Hawkins.
- Der Narr und seine Frau heute Abend in Pancomedia (2002) (TV) como Zacharias Werner.
- Der Tanz mit dem Teufel - Die Entführung des Richard Oetker (2001) (TV) como Georg Kufbach.
- Das Tattoo - Tödliche Zeichen (2000) (TV) como Karl.
- Wenn Männer Frauen trauen (2000) (TV) como Paul.
- Joseph of Nazareth (2000) (TV) como Joseph.
- Deine besten Jahre (1999) (TV) como Manfred Minke.
- Dem Mörder verfallen - Eine Frau in Gefahr (1999) (TV) como Davide Berger.
- Alphamann: Amok' (1999) (TV) como Martin Buchmüller.
- Cristallo di rocca (1999) (TV) como Joseph.
- Die Nichte und der Tod (1999) (TV) como Jeff Meltzer.
- Todfeinde - Die falsche Entscheidung (1998) (TV) como Nico Möller.
- Clarissa (1998) (TV) como Gottfried.
- Krambambuli (1998) (TV) como Wolf Pachler.
- Mia, Liebe meines Lebens (1998) (mini) como Johnny Ryan.
- Das ewige Lied (1997) (TV) como Joseph Mohr.
- Die Bernauerin (1997) (TV) como Herzog.
- Ein Herz wird wieder jung (1997) como Paul.
- Mein Opa und die 13 Stühle (1997) (TV) como Ohr.
- Workaholic (1996) como Max.
- Die Nacht der Nächte(1995) (TV).
- Unser Opa ist der Beste (1995) (TV) como Wolfgang Ohr.
- Kommissar Rex (Rex, un policía diferente) (1994) (TV) como Richard Moser (1994-1998).
- Die Piefke-Saga (1990) (mini) como Josef 'Joe' Rotter.
- Der Rausschmeißer (1990) como Harry.
- Der Fluch (1988)
- Wilhelm Busch (1986) (TV) como el joven Wilhelm Busch.

## Premios
- 1994 - Goldener Löwe por Kommissar Rex
- 1994 - Das Goldene Kabel Medienpreis por Kommissar Rex
- 1995 - Bayerischer Fernsehpreis por Kommissar Rex
- 1995 - Goldene Romy
- 1996 - Goldene Romy
- 1997 - Goldene Romy
- 1999 - Adolf-Grimme-Preis por Krambambuli
- 2001 - Goldene Romy
- 2002 - Adolf-Grimme-Preis por Der Tanz mit dem Teufel - Die Entführung des Richard Oetker
- 2002 - Pfeifenraucher des Jahres
- 2003 - Goldene Romy
- 2004 - Goldene Romy
- 2004 - Bayerischer Fernsehpreis por "Schwabenkinder"
- 2004 - Deutscher Fernsehpreis por "Die Rückkehr des Tanzlehrers"
- 2005 - Nestroy-Theaterpreis-Nominado
- 2005 - Gertrud-Eysoldt-Ring por König Ottokars Glück und Ende